# Escut antic de Sant Salvador de Toló

Escut antic de Sant Salvador de Toló

Antic escut municipal de Sant Salvador de Toló, al Pallars Jussà. Perdé vigència el 1970, en quedar integrat l'antic municipi de Sant Salvador de Toló en el de nova creació de Gavet de la Conca. Fou substituït de primer per l'escut antic de Sant Serni, i el 1999 per l'escut de Gavet de la Conca, de nova creació, adaptat a la normativa catalana sobre emblemes oficials.

## Descripció heràldica
Tallat; primer, de porpra, un lleó rampant d'or; segon, d'or, quatre pals de gules.